# 饶宏
饶宏（1961年2月—），男，中国直流输电专家，中国南方电网有限责任公司首席专业技术专家、教授级高级工程师，中国电机工程学会会士，中国工程院院士。